# Brereton-jelentés
Az Ausztrál Védelmi Erők Afganisztáni Főfelügyelőjének Vizsgálati Jelentése (Brereton-jelentés) az Ausztrál Védelmi Erők főfelügyelőjének egyik jelentése volt, mely az Ausztrál Védelmi Erők által Afganisztánban 2005–2016 között elkövetett háborús bűncselekményekről szól. A független tanácsot 2016-ban hozták létre, végső jelentését pedig 2020. november 6-án tette le, ennek átdolgozott változatát pedig 2020. november 19-én hozták nyilvánosságra. A jelentés 39 ember törvénytelen megölésére talált bizonyítékot, akiknek a többsége börtönben ült. Ezen kívül kiderült, hogyan fedezték a történteket. A jelentést Paul Brereton dandártábornok jegyezte.

## A jelentés
A jelents három részre oszlik. Az első rész az előzményekkel és a vizsgálat körülményeivel foglalkozik, és leírja annak előtörténetét. A jelentés túlnyomó részét a második fejezet teszi ki, mely 57n incidenst részlete alaposan, és mindegyikkel kapcsolatban ajánlásokat fogalmaz meg. A harmadik rész a rendszer hibáival foglalkozik, ami olyan környezetet hozhatott létre, melyben a jelentésben foglalt esetek egyáltalán megtörténhettek. A második rész egészét átdolgozták.:p. 6–8

### Eldobottak
A jelentés részletesen foglalkozik az „eldobottak” kivégzésével, ahol ausztrál katonák olyan fegyvereket használtak, melyeket az ADF nem azért adott ki, hogy azokkal civileket öljnek meg összecsapásokban. Később a fegyvereket olyan helyeken használták fényképes bizonyítékok készítése céljából, ahol ahol azt az illúziót kelthették, hogy a polgári lakosokat harc közben érte lövés. A jelentés azt feltételezi, hogy a "kevésbé kirívó, de még mindig tisztességtelen" célból indított bukások az ellenőrzés elkerülése érdekében kezdődtek, amikor a törvényes harcosokról később kiderült, hogy nem fegyveresek, de később szándékosan úgy állították be őket. Valószínűleg elesetteket használtak a kiszivárgott Afghan Files-ban tárgyalt törvénytelen kivégzések fedezésére is.

### Vérengzés
A vizsgálat arra jutott, hogy  a parancsnokuk gyakran arra utasította a beosztottjaikat, hogy öljék meg a bebörtönzötteket, így esve át az első gyilkosságon, amit ők „vérengzésnek” hívtak. Brereton így írja le a gyakorlatot: „Általában a vezető parancsnok ellenőrzése alá vesz egy embert, majd egy beosztottjának megparancsolja, hogy ölje meg az ellenőrzése alatt állót.” A történtek elrejtésére egy fedősztorit találtak ki. Egy passzív hadifogoly megölése háborús bűncselekménynek számít.

## Fogadtatás
A jelentés megjelenéskor az országos újságok címlapjára került és nemzetközi visszhangot is kiváltott. A közvélemény a történteket negatívan fogadta. Erre válaszul a Speciális Légi Ezred 2. repülőszázadát megszüntették. Morrison kormánya egy új, Speciális Vizsgálati Irodát nyitott, ahol tovább elemzik az így megszerzett információkat, és ajánlást tesznek egyes emberek bíróság elé állítására.